# Constitution égyptienne de 1964
Pour les articles homonymes, voir Constitution de l'Égypte.
Constitution de la République arabe unie Constitution égyptienne de 1971
La Constitution égyptienne de 1964 est la loi fondamentale provisoire de l'Égypte de 1964 à 1971.

## Pages connexes
- Constitution égyptienne de 1956
- Constitution égyptienne de 1971